# Autobahn (크라프트베르크의 노래)
Autobahn은 독일의 전자 음악 밴드인 크라프트베르크가 지은 곡이며 동명의 앨범과 동명의 싱글의 대표곡이다. Autobahn은 랄프 휘터와 플로리안 슈나이더가 곡을 지었으며, 에밀 슐트(Emil Schult)가 가사를 짓는데 동참하였다. Autobahn은 Conny Plank와 공동 작업하였으며, 밴드에서 만든 곡중 최초로 가사가 있는 곡으로, 고속도로에서 달리는 느낌을 주도록 설계되었다.

## 가사
이 곡의 가사는 독일어로 되어 있으며 "Wir fahren fahren fahren auf der Autobahn" (우린 달려요 달려요 달려요 아우토반을) 이란 뜻을 가지고 있다. 크라프트베르크의 다른 곡들과 다르게 이 곡의 다른언어 판은 나오지 않았다.

## 구조
1974년 녹음된 이 곡에 사용된 악기들은 그 당시 매우 혁신적이었으며, 많은 전자 음악 장르와 더불어 댄스 음악에 중대한 영향을 미치게 되는데, 다음은 이와 같은 중대한 영향들이다.:
- 볼프강 퓔러(Wolfgang Flür)가 전자 드럼 패드를 맡았다.
- 베이스 라인에 클래식 Moog 신디사이저를 사용하였으며, 곡에서 아날로그 에코가 포함된 옥타브 리프를 연주했다.
- 화음을 연주하기 위해 자유로이 신디사이저를 이용하였다.
- 보컬을 처리하기 위해 보코더를 사용하였다.
- 모토릭(motorik)이라고 불리는 4/4 드럼 비트가 곡의 마지막 세션에서 사용되었다.

## 발매
22분이 넘어가는 곡이 Autobahn의 타이틀 트랙으로 사용되었으며, 그후 3분 28분으로 줄여져 싱글에 들어갔다. 아우토반은 그들이 예상하지 못한 결과를 가져왔다. 싱글이 나오고, 미국에서는 40위를 차지하고, 3분 5초짜리 영국 싱글 버전은 영국 차트 11위를 달성했으며, 나중에 영국 컴필레이션 LP인 Exceller 8에 수록된다. 그리고 또한 캐나다에서 12위 (Vertigo VE-203)와 더불어 네덜란드에서 12위권에 오르게 된다.

## 차트

### 주간 차트
| Chart (1974-75)                  | Peak position |
| -------------------------------- | ------------- |
| 호주 (ARIA)                      | 30            |
| 오스트리아 (Ö3 오스트리아 탑 40) | 15            |
| 벨기에 (울트라탑 50 플랑드르)    | 27            |
| 네덜란드 (네덜란드스 탑 40)      | 12            |
| 네덜란드 (싱글 톱 100)           | 16            |
| 독일 (미디어 컨트롤 AG)          | 9             |
| 뉴질랜드 (레코드 뮤직 NZ)        | 4             |
| 남아프리카 공화국                | 15            |
| 영국 싱글 (오피셜 차트 컴퍼니)   | 11            |
| 미국 빌보드 핫 100               | 25            |
| 미국 어덜트 컨템포러리 (빌보드)  | 43            |